# Boston Lodge Works

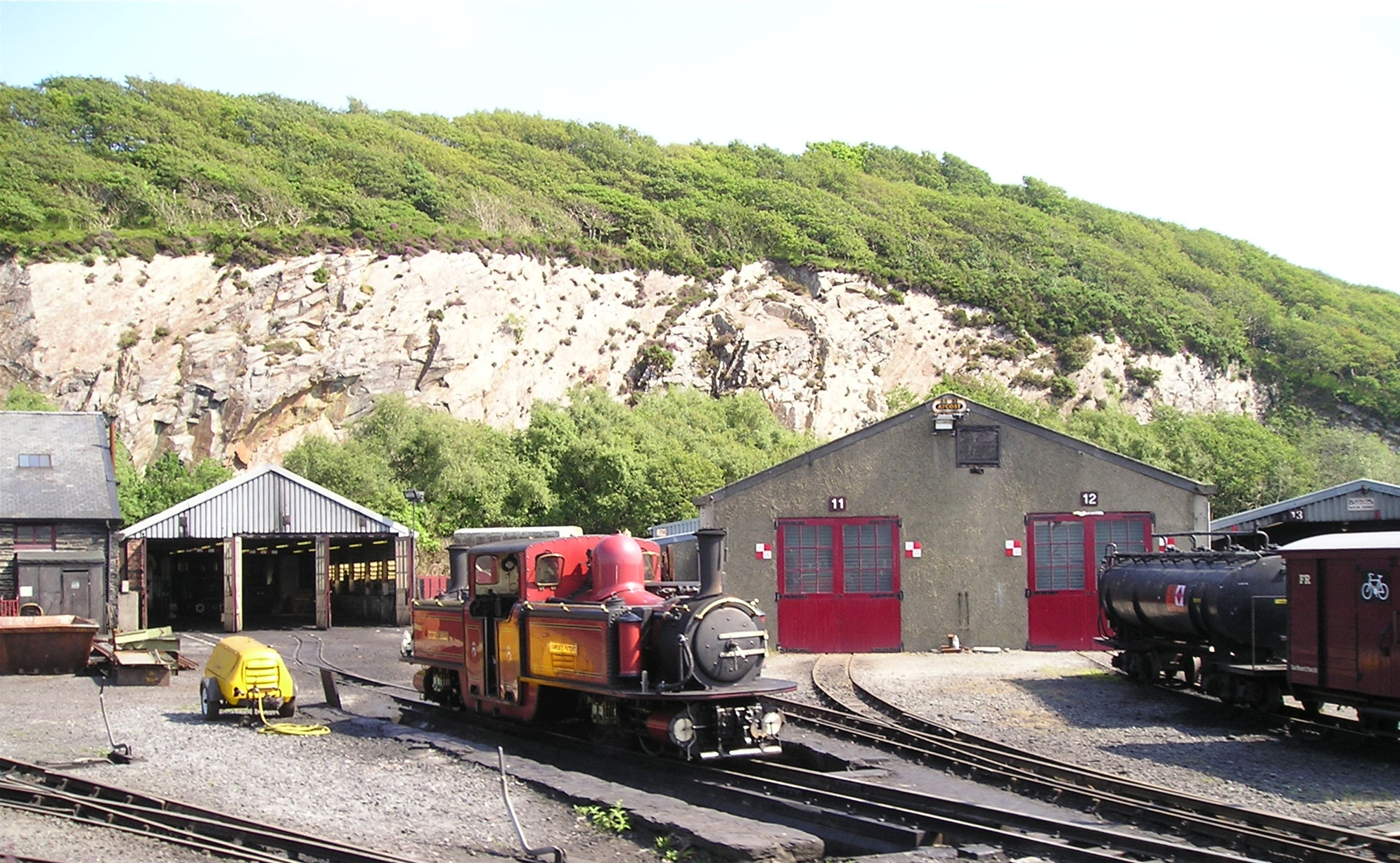
Die Werkstätten von einem Zug aus gesehen. Im Vordergrund David Lloyd George, die zweitjüngste der fünf hier gebauten Double Fairlies

Die Boston Lodge Works sind die Hauptwerkstätten der Ffestiniog Railway (FR) im walisischen County Gwynedd. Sie dienen nicht nur der Instandhaltung und Restaurierung vorhandener Fahrzeuge, sondern schon seit 1879 auch dem gelegentlichen Neubau von Dampflokomotiven – die bisher letzte wurde 2023 fertiggestellt.

## Lage

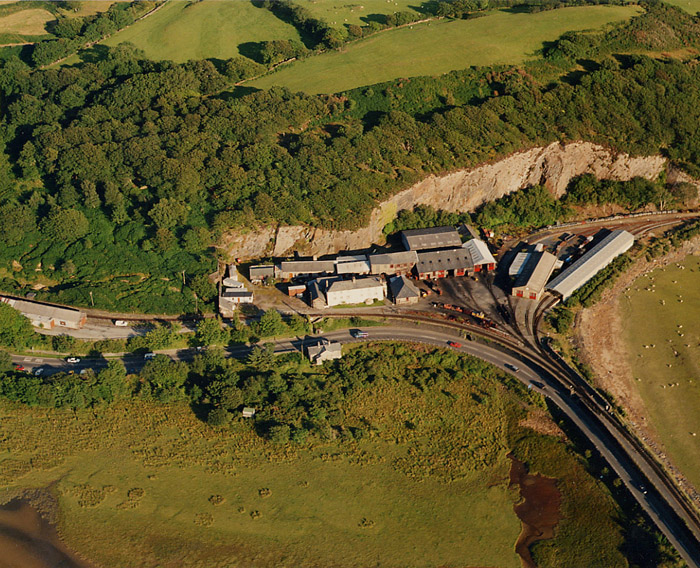
Luftaufnahme in südöstlicher Richtung. Rechts vorne ist der Anfang des Deichs The Cob zu sehen. Am linken Bildrand befindet sich der alte Lokschuppen, der heute zum Abstellen von historischen Fahrzeugen dient.

Die Werkstätten befinden sich etwa 1,6 km südöstlich von Porthmadog am Ende von „The Cob“, dem Abschlussdeich des Traeth Mawr.
Die Hauptstrecke der Ffestiniog Railway verläuft über diesen Deich und wendet sich im Bereich der Werkstätten um etwa 90° nach Nordosten. Das auf der Außenseite dieser Kurve gelegene Werksgelände hat zwei Einfahrtsgleise, von denen das von Norden kommende allerdings keine wesentliche Bedeutung mehr hat.
Das Werk liegt an der A487; die Zufahrt für Lastkraftwagen ist jedoch wegen der erhöhten Lage der dabei zu überquerenden Bahnstrecke sehr umständlich und für Tieflader unmöglich, weswegen auf der Straße an- oder abgelieferte Schienenfahrzeuge in der Regel im nahen Minffordd oder am Bahnhof in Porthmadog verladen werden müssen.
Auf dem Werksgelände befinden sich außer den Werkstätten auch Lokschuppen, Lokbehandlungsanlagen, eine Halle zum Unterstellen von Personenzugwagen sowie Wohngebäude für Angestellte der Bahn.

## Geschichte

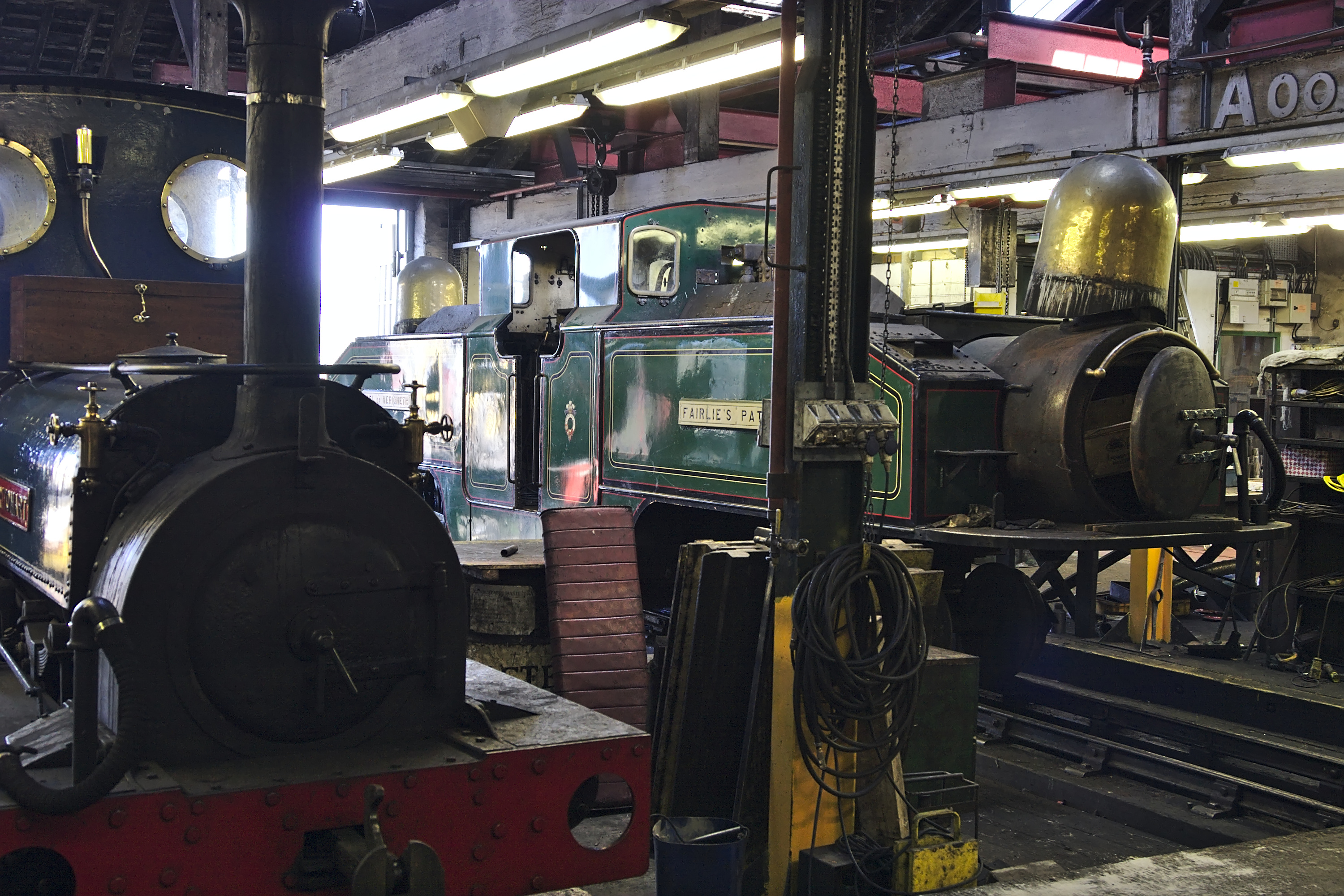
Die Lokomotiven Britomart und die teilweise demontierte Earl of Merioneth in der Werkstätte.

Ursprünglich befand sich auf dem Gelände ein Steinbruch für den zwischen 1808 und 1811 erfolgten Deichbau (die Abbaukante ist unmittelbar hinter den Gebäuden noch gut erkennbar). In dieser Zeit befanden sich hier auch Werkstätten, Schmieden, Unterkünfte für die Arbeiter sowie Pferdeställe.
Der Name Boston Lodge ist von Boston (Lincolnshire) abgeleitet, der Stadt, für die William Madocks, der Initiator des Deichbaus, im Parlament gesessen ist.
Nach der Gründung der Ffestiniog Railway im Jahr 1832 wurden die Ställe für die Zugpferde der Eisenbahn wiederverwendet. Ab 1847 entstanden dann Werkstätten für den Unterhalt von Schienenfahrzeugen, und im Laufe der Zeit entwickelten sich parallel zur technischen Weiterentwicklung der Bahn die heute vorhandenen Anlagen. 1863 nahm die FR die erste Dampflokomotive in Betrieb; 1879 wurde mit der Double Fairlie Merddin Emrys die erste eigene Lokomotive gebaut.
Während des Ersten Weltkriegs wurde in den Boston Lodge Works Munition hergestellt. Zwischen 1947 und 1954 war das Werk, wie die Ffestiniog Railway selbst, geschlossen. Die Anlagen blieben jedoch erhalten und konnten nach der Wiederinbetriebnahme weiterverwendet werden.

## Hergestellte Fahrzeuge

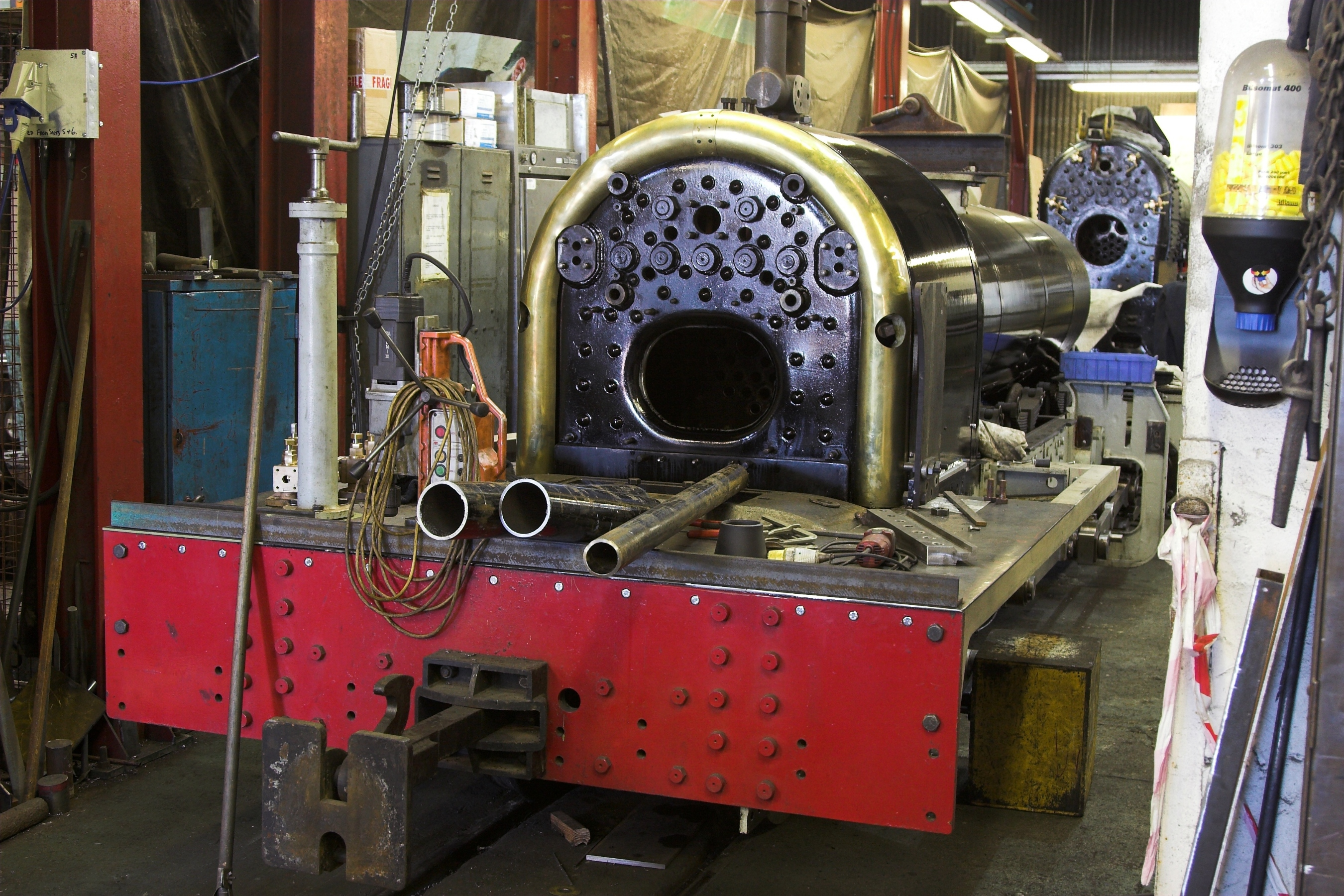
Die Lyd etwa ein Jahr vor der Fertigstellung

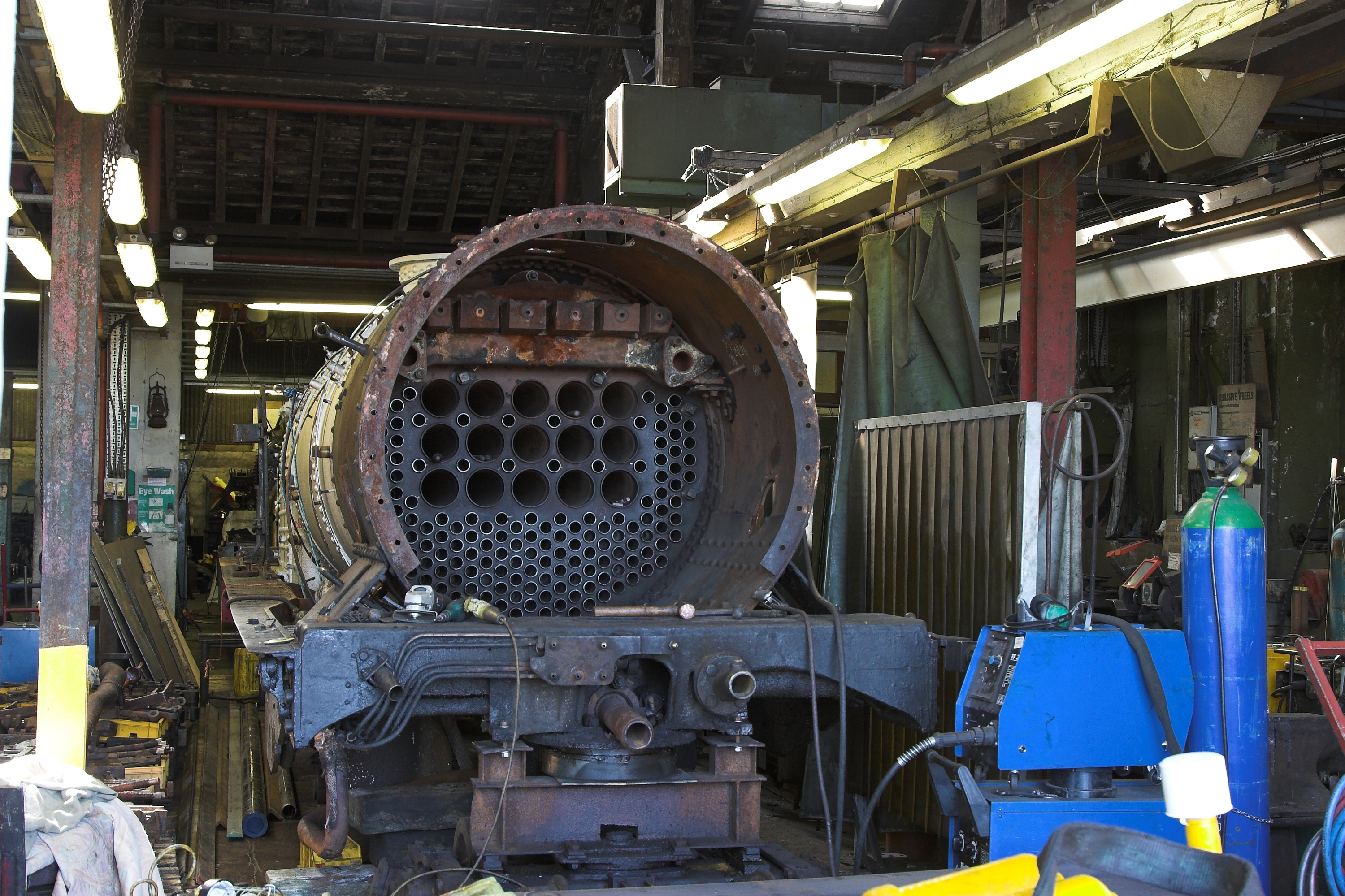
Überholung des Kessels einer NGG 16

Insgesamt wurden in den Boston Lodge Works sieben Dampflokomotiven gebaut, fünf davon in der „preservation era“, der Zeit nach der Umwandlung der FR in eine Museumsbahn. Alle Lokomotiven haben eine Spurweite vom 597 bzw. 600 mm.
- die Double Fairlies Merddin Emris (1879), Livingston Thompson (1886), Earl of Merioneth (1979), David Lloyd George (1992) und James Spooner (2023)[1]
- die Single Fairlie Taliesin (1999), ein Nachbau einer gleichnamigen Lokomotive von 1876
- Lyd (2010), ein Nachbau einer Lokomotive der Lynton and Barnstaple Railway
- für die Lynton and Barnstaple Railway ist eine weitere Manning Wardle Lokomotive, baugleich mit Lyd in Bau und soll den Namen Exe tragen

Boston Lodge ist damit auch weltweit die einzige Privatbahn-Hauptwerkstätte, die in drei Jahrhunderten selbst Dampflokomotiven gebaut hat.
Weitere Lokomotiven wurden erheblich umgebaut oder von Grund auf restauriert; neben den Lokomotiven der FR waren darunter auch die Garratt-Lokomotiven der Welsh Highland Railway (SAR-Klasse NGG 16 und die K1).
Die meisten heute eingesetzten Personenwagen der FR und der WHR sind in den Boston Lodge Works entstanden. Nur die Rahmen und Drehgestelle stammen teilweise von älteren Waggons oder wurden von anderen (Metallbau-)Betrieben hergestellt; Holzarbeiten, Beplankung, Inneneinrichtung, technische Ausstattung und Lackierung erfolgen in den Boston Lodge Works.
Auch Aufträge von anderen Bahnen werden angenommen, erstmals 1977 mit der Umrüstung einer Lokomotive der Vale of Rheidol Railway auf Ölfeuerung. Drei Personenwagen der Welshpool and Llanfair Light Railway, bei denen es sich um Nachbauten der originalen Personenwagen dieser Bahn handelt, stammen ebenfalls aus den Boston Lodge Works.
Nach Fertigstellung des Neubaus der Double-Fairlie James Spooner für den Eigenbedarf der FR (als Ersatz für Earl of Merioneth) soll eine von zwei Lokomotiven für die Lynton and Barnstaple Railway nach dem Baumuster der Lokomotive Lyd hergestellt werden. Diese Lok soll den Namen Exe tragen. 